# 徐正陶
徐正陶 MPP （Theodore Hsu，1964年3月4日—），加拿大華裔政治人物和物理学者，自2022年起作为安大略自由黨省议员代表京士頓和群岛選區。在进入省政治之前，他曾作为联邦自由黨国会议员在2011年至2015年期间代表京士頓和群岛。 2023年5月26日，徐正陶宣布竞选2023年安省自由黨黨魁选举，但最終敗於密西沙加市長康寶麗。

## 早期生涯
徐正陶于1964 年出生于美国奧克拉荷馬州巴特尔斯维尔。他作為華裔精通英语、法语和普通话。 他六个月大时，全家搬到了加拿大安大略省的京士頓。 
1984年，他毕业于皇后大学获得物理学荣誉学士学位。他随後在普林斯顿大学攻读，在1977年诺贝尔物理学奖获得者菲利普·安德森的指导下，成功通过“理解大型 U- 赫巴德模型和高温超导体理论”论文答辩后获得了物理学博士学位。
他曾在巴黎和费城为巴黎国民银行担任研究员和交易员，并在全球投资银行摩根士丹利东京办事处担任执行董事。 徐亦是SWITCH的长期成员，SWITCH是一家总部位于京士頓的非营利性协会，旨在促进当地创造就业机会和绿色经济增长。 他在2007年至2011年担任SWITCH执行董事 ，为金士顿编制第一份温室气体清单。

## 從政
从2007年到2010年，徐担任京士頓和群岛联邦自由黨协会的财务主管，是其政策委员会的积极成员。 在此期间，他支持John Gerretsen和下议院任期最长的议长Peter Milliken的2007年省级和2008年联邦级自由党竞选活动。在Milliken于2010年夏季宣布不再谋求连任后，徐于 11月赢得联邦自由党提名，为该党于2011年联邦大選競逐京士頓和群岛。  

### 国会
在2011年5月2日举行的联邦选举中，徐以不到3000票的优势击败联邦保守党候选人進入國會。他是2011年联邦选举中选出仅有的两名新自由党国会议员之一，这是自由党历史上表现最差的一次。
2014年8月，徐宣布他不会在即将到来的2015年联邦大选中竞选连任，理由是他年轻的家庭面临政治生活的负担。 
在离开联邦政治之前，他于2014年9月提出了“C-626 法案，修正统计法的法案” 旨在任命首席统计师并恢复长期普查，后者已于2010年被保守党政府取消最终长期人口普查于2015年恢复，即在自由党政府上任后不久。

### 重返政坛
2020年，徐宣布竞选代表京士頓和群岛作为安大略省自由党候选人参加即将举行的省选。  2020年11月，他击败了在2018年安大略省选举中落败的前任议员索菲·基瓦拉 (Sophie Kiwala) 成為候选人。
当被问及他重返政坛的动机时，徐说：“随着我的孩子和他们的年轻朋友长大并开始了解他们的世界，他们告诉我他们有多么担心。”他接着说，“我想为选民提供一位拥有代表选民的可靠记录，并且具有与科学家、气候研究人员、经济学家、工程师和企业家合作经验的人。” 他在2022年的安大略省大选中当选。他目前担任安大略自由党能源部、自然资源和林业部、矿业部以及公民和多元文化部的评论员。